# Ardee
Ardee (Baile Átha Fhirdhia en irlandais) est une ville du comté de Louth en république d'Irlande.
Elle est située sur le Dee, un fleuve côtier, à environ 20 km de Dundalk, Drogheda, Slane et Carrickmacross.
Son nom provient de Áth Fhirdia « le gué de Ferdiad », du nom d’un héros mythique celte.
D'après le recensement de 2006, la ville d'Ardee compte 4 694 habitants.

## Monuments et lieux touristiques
- Ardee Castle